# Objaw chełbotania
Objaw chełbotania – objaw świadczący o obecności płynu w jamie brzusznej. Badanie wykonuje się poprzez umieszczenie lewej dłoni w dolnej części prawej połowy brzucha i uderzenie palcami prawej dłoni w lewą dolną część brzucha, w kierunku lewej ręki badającego. Powstająca fala płynu uderza w ścianę prawej połowy brzucha i udziela się lewej ręce badającego.